# Occasjapyx
Occasjapyx es un género de Diplura en la familia Japygidae.

## Especies
- Occasjapyx americanus (MacGillivray, 1893)
- Occasjapyx californicus Silvestri, 1948
- Occasjapyx carltoni Allen, 1988
- Occasjapyx kofoidi (Silvestri, 1928)
- Occasjapyx sierrensis Smith, 1959
- Occasjapyx wulingensis Xie & Yang, 1991
- Occasjapyx yangi Chou & Chen, 1983